# Saverio Bettinelli
Saverio Bettinelli, född 18 juli 1718, död 13 september 1808, var en italiensk skald och prosaförfattare.
Bettinelli, som tillhörde jesuitorden, skrev på orimmad vers sina Lettere dieci di Virgilio agli Arcadi (Tio brev från Virgilius till arkadierna), i vilka han kritiserar de mest berömda italienska diktarna, i synnerhet Dante och Petrarca. På prosa utgav Bettinelli flera litteraturhistoriska arbeten och efterlämnade dessutom flera dramer och dikter.

## Källor

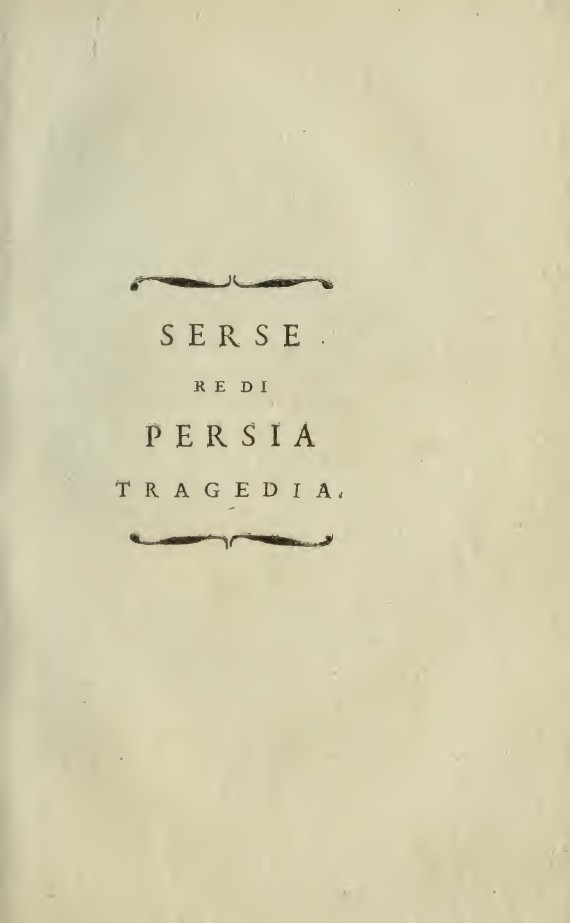
Serse re di Persia, 1800